# André Isoir

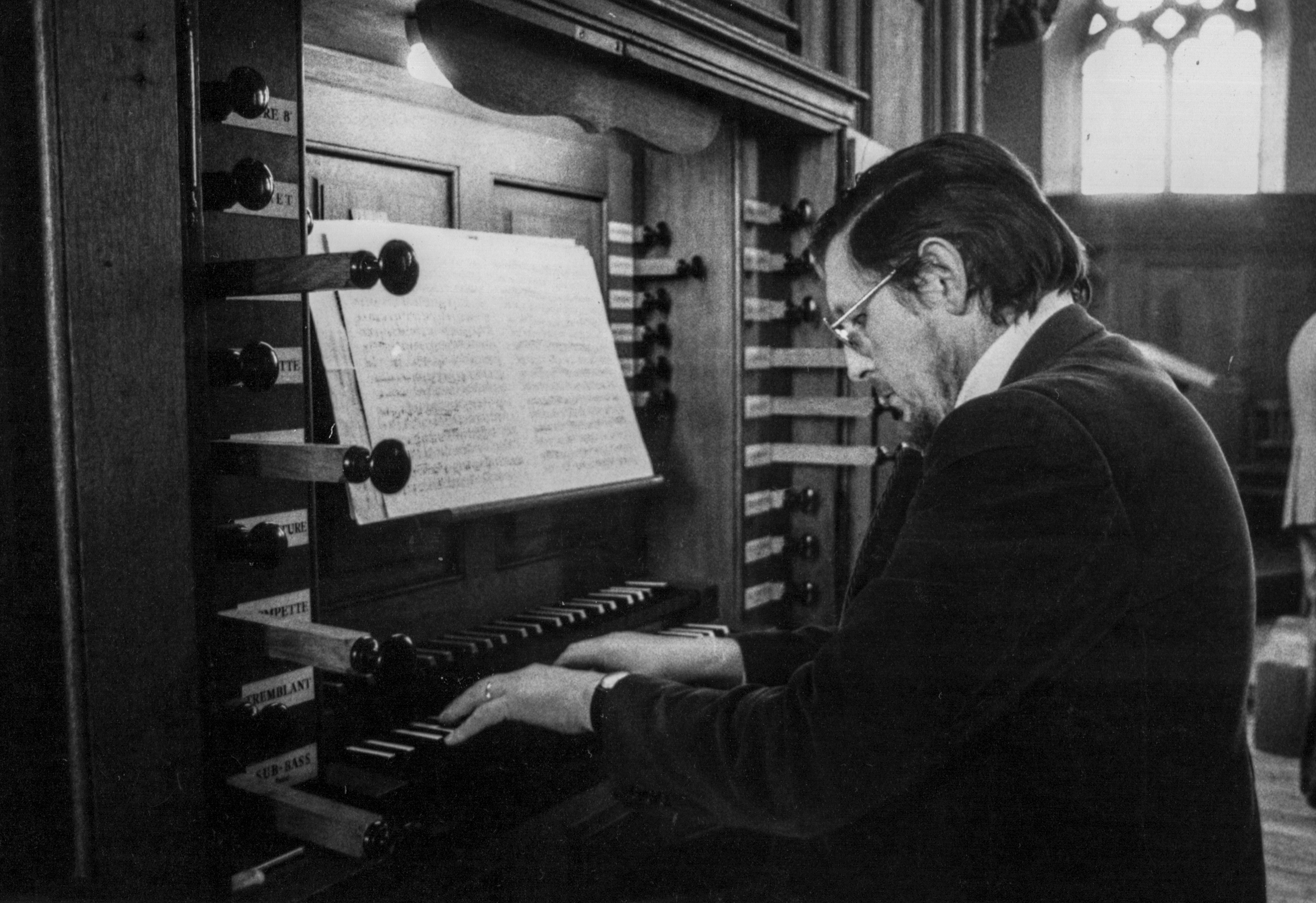
André Isoir, 1979.

André Isoir (* 20. Juli 1935 in Saint-Dizier; † 20. Juli 2016 in Longpont-sur-Orge) war ein französischer Organist.

## Leben
André Isoir erhielt Orgelunterricht bei Édouard Souberbielle an der École supérieure de musique César-Franck (Paris). Am Pariser Konservatorium war er Schüler von Rolande Falcinelli und erhielt Klavierunterricht bei Germaine Mounier. Am Konservatorium erhielt Isoir 1960 erste Preise in den Fächern Orgel und Improvisation. Er gewann mehrere internationale Orgelwettbewerbe: 1965 in St Albans (für Improvisation), in den darauffolgenden drei Jahren den Prix du Challenge in Haarlem. Für seine Einspielungen erhielt Isoir in den 1970er und 1980er Jahren mehrere Schallplattenpreise. 1974 erhielt er für seine Variationen über einen Hugenotten-Psalm den Kompositionspreis der Amis de l’Orgue. 
Als besonders bemerkenswert gilt seine Einspielung der Werke von César Franck an der Orgel der Kathedrale von Luçon.